# Lac Coffy
Le Lac Coffy est un lac sur le territoire de Boussens dans le canton de Vaud.